# ديفيد أور كينغ
ديفيد أور كينغ هو سياسي أمريكي، ولد في 24 فبراير 1938 في Mercer, Pennsylvania ‏ في الولايات المتحدة، وتوفي في 10 يونيو 2019. نشط حزبياً في الحزب الجمهوري. وقد انتخب عضو مجلس نواب بنسيلفانيا ‏.